# Вулиця Надії Суровцової (Умань)
Ву́лиця Надії Суровцової — вулиця в Умані.

## Розташування
Починається від провулку Дмитра Пожарського в центральній частині міста. Простягається на південний схід до вулиці Східної.

## Опис
Вулиця неширока, спочатку по 1 смузі руху в кожен бік, потім складається всього з однієї смуги. Після перетину з вулицею Садовою ґрунтована.

## Історія
За радянських часів і до 2016 року вулиця мала назву вулиця Енгельса.

## Походження назви
Вулиця названа на честь Надії Суровцової, української громадської діячки.

## Будівлі
По вулиці розташовані міська санепідемстанція, школа № 8, департамент соціального забезпечення та міський архів.

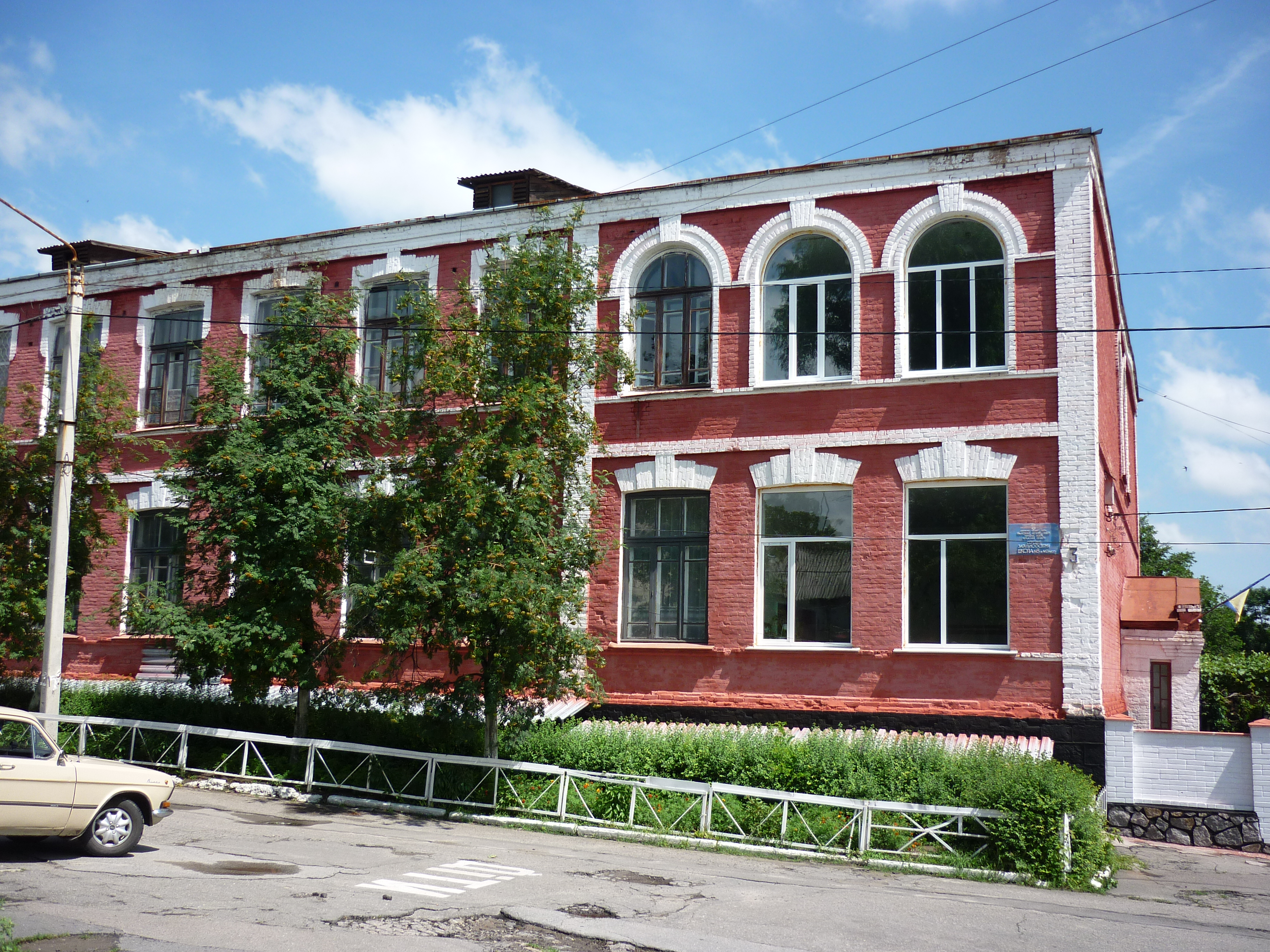
Уманська ЗОШ №8
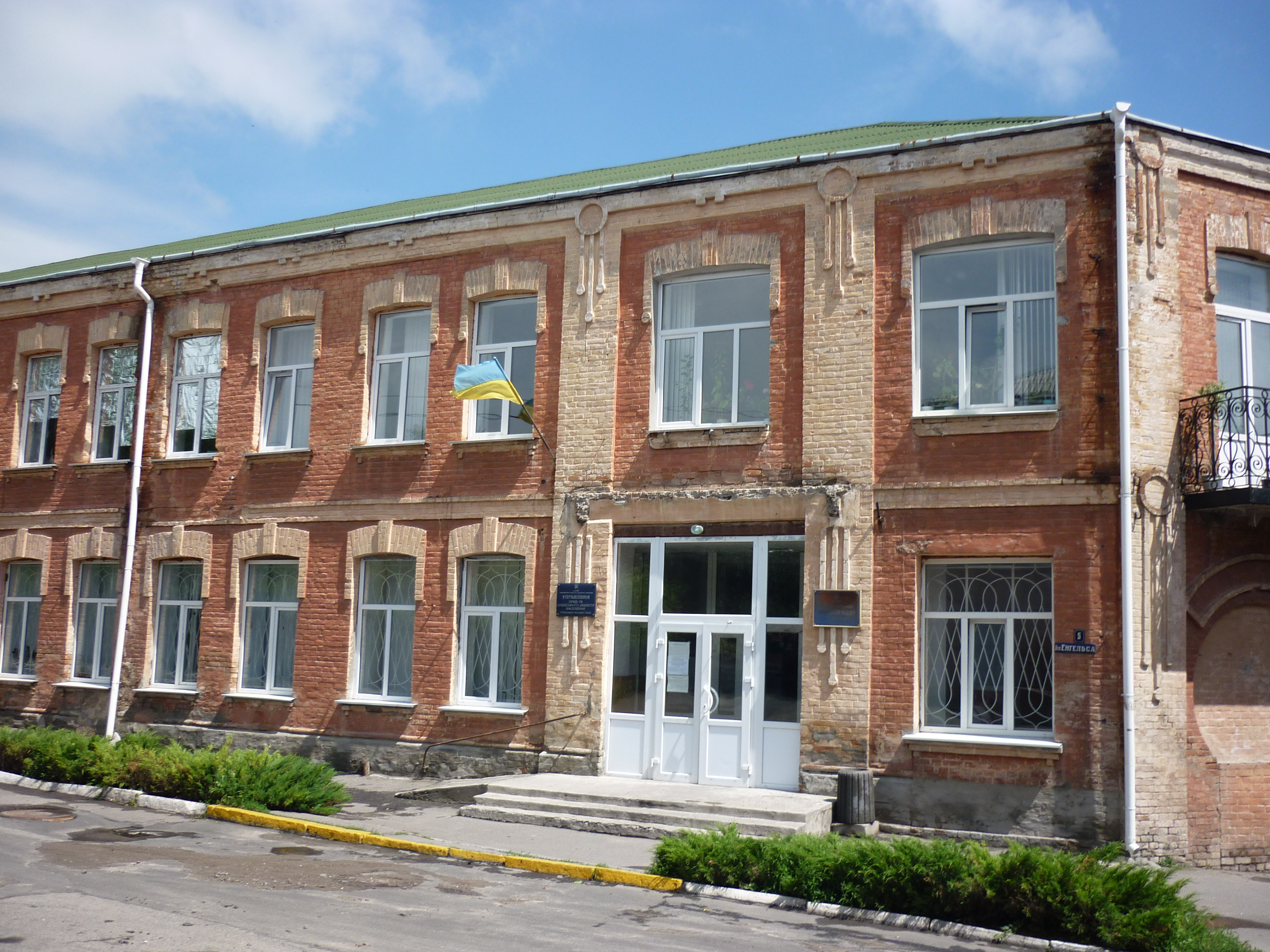
Уманське управління соцзабезпечення
Уманське управління соцзабезпечення в радянські часи

| Умань | Це незавершена стаття про Умань. Ви можете допомогти проєкту, виправивши або дописавши її. |